# Cyber-shot

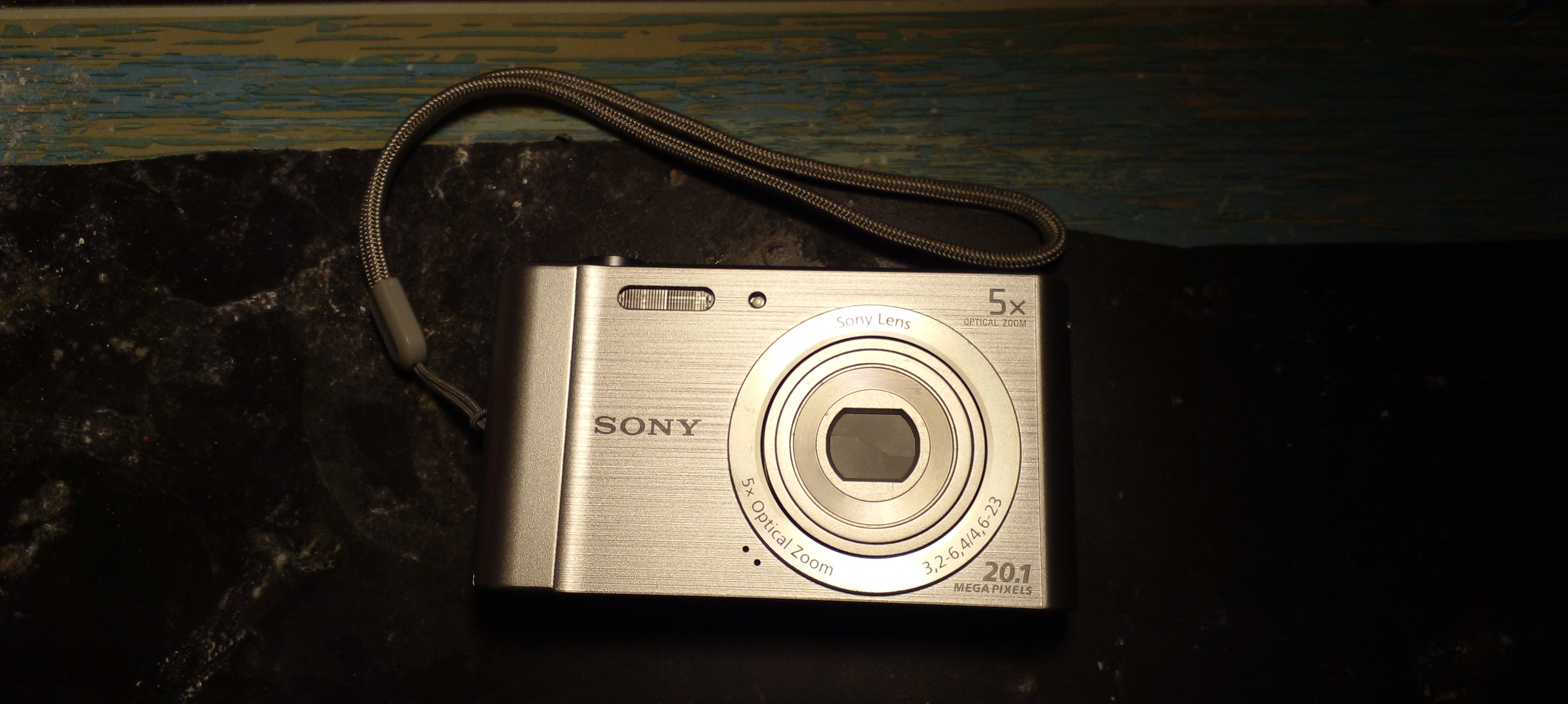
Приклад цифрової камери в лінійці Cyber-shot.

Cyber-shot — це лінійка цифрових фотоапаратів Sony, яка була представлена в 1996 році. Назви моделей Cyber-shot використовують префікс DSC, який є ініціалізмом для «Digital Still Camera». Багато моделей Cyber-shot мають об’єктиви з торговою маркою Carl Zeiss, а інші використовують об’єктиви Sony або Sony G.
Усі камери Cyber-shot підтримують флеш-пам’ять Sony Memory Stick або Memory Stick PRO Duo. Деякі моделі також підтримують CompactFlash. Сучасні камери Cyber-shot підтримують Memory Stick PRO Duo, SD, SDHC і SDXC. З 2006 по 2009 рік Sony Ericsson використовувала бренд Cyber-shot в лінійці мобільних телефонів.

## Продукти
Нинішній склад складається з:

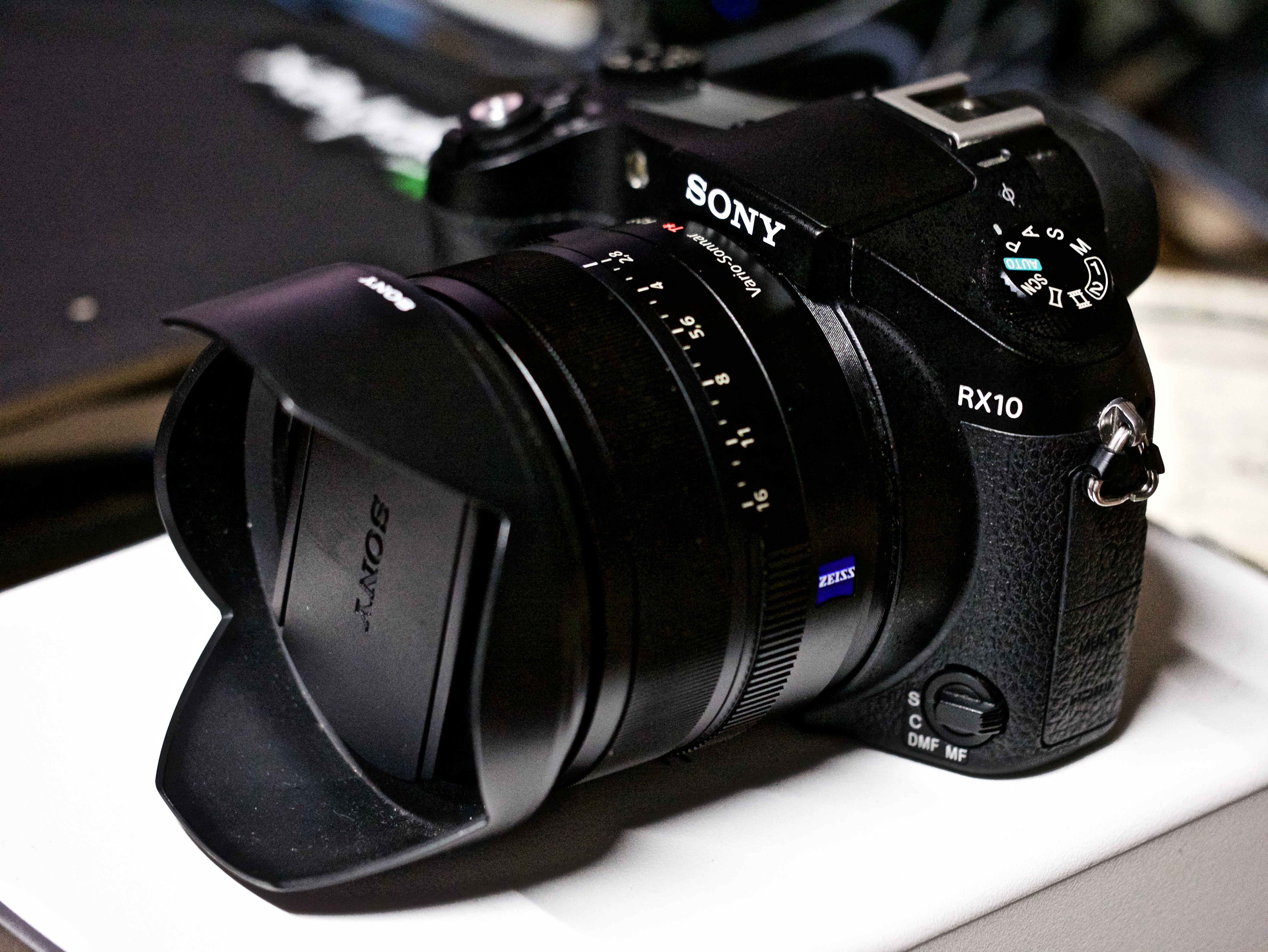
Sony Cyber-shot DSC-RX10 — це псевдодзеркальна цифрова камера з 1-дюймовим сенсором та об’єктивом Carl Zeiss.

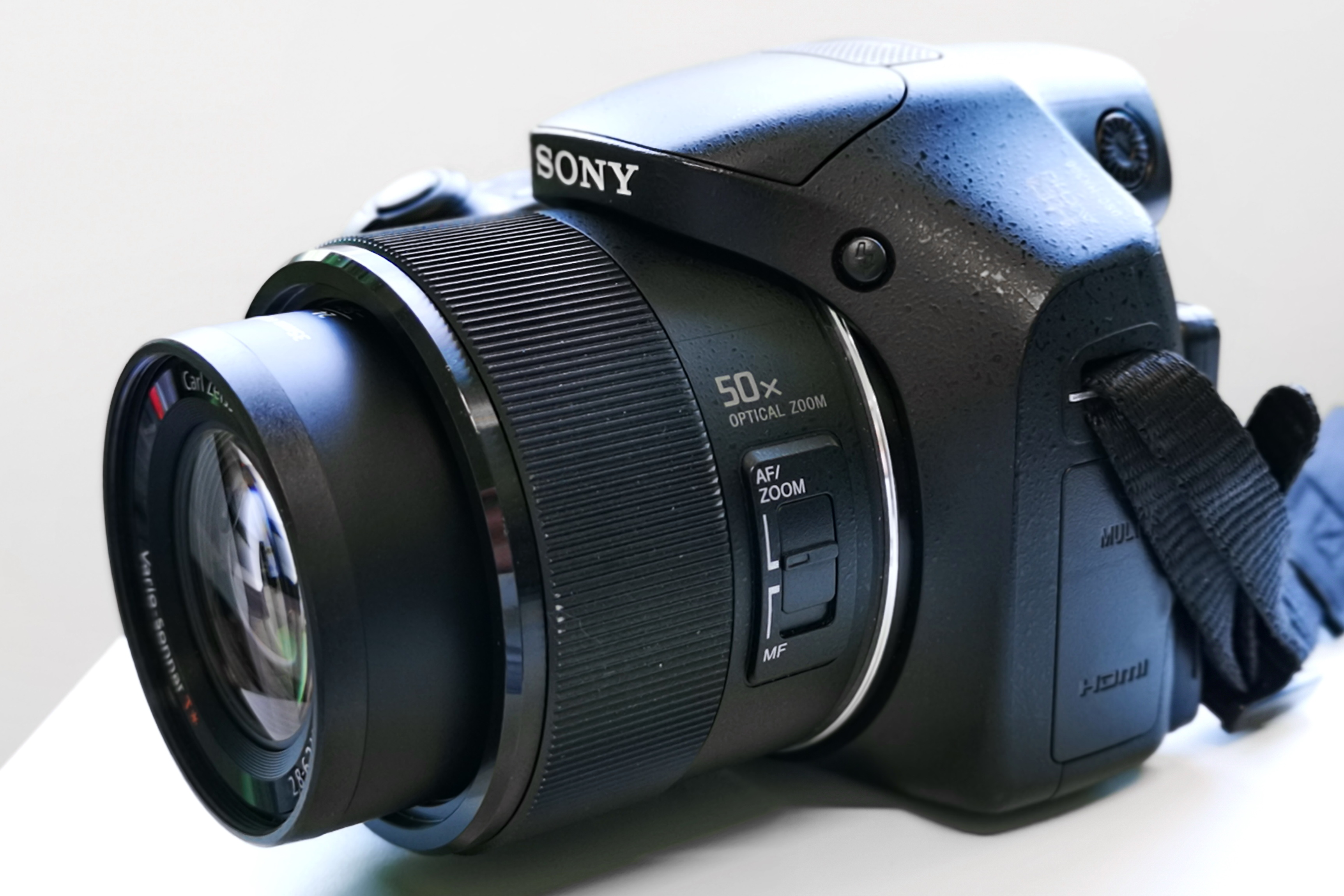
Sony Cyber-shot DSC-HX300

- R і RX серії– ультрасучасні компактні камери з великими сенсорами
  - DSC-RX100/DSC-RX100 II/III/IV/V/VI/VII – кишенькова камера з найбільшим 1" сенсором з усіх камер такого розміру
  - DSC-RX10/DSC-RX10 II — зум-об'єктив 1" 24-200 мм еквівалент 35 мм псевдодзеркальна цифрова камера з постійною найширшою діафрагмою F2,8
  - DSC-RX10 III/DSC-RX10 IV — зум-об'єктив 1" 24-600 мм еквівалент 35 мм псевдодзеркальна цифрова камера з найширшою діафрагмою F2.4-F4
  - DSC-RX1/DSC-RX1R/DSC-RX1R II – найменша у світі повнокадрова цифрова дзеркальна камера
- H серія і HX серія- псевдодзельні та кишенькові камери з довгими суперзум-об'єктивами
- W серія – камери початкового рівня
- Камери початкового рівня серії WX з датчиками КМОН

Зараз камери W використовують батареї типу N, тоді як більшість камер HX, WX і RX використовують батареї типу X, за деякими винятками - менші камери, як-от WX220, використовують N-типу, більші, як RX10, батареї типу W.
Раніше в лінійці були наступні моделі:
- QX серія– компактні камери типу об’єктива, розроблені для використання зі смартфонами
- T серія – міцні, тонкі камери з сенсорними екранами

У минулому в W і T-серії використовувалися акумулятори Sony N-типу, тоді як більшість H-серій використовують батареї G-типу.

### Телефони

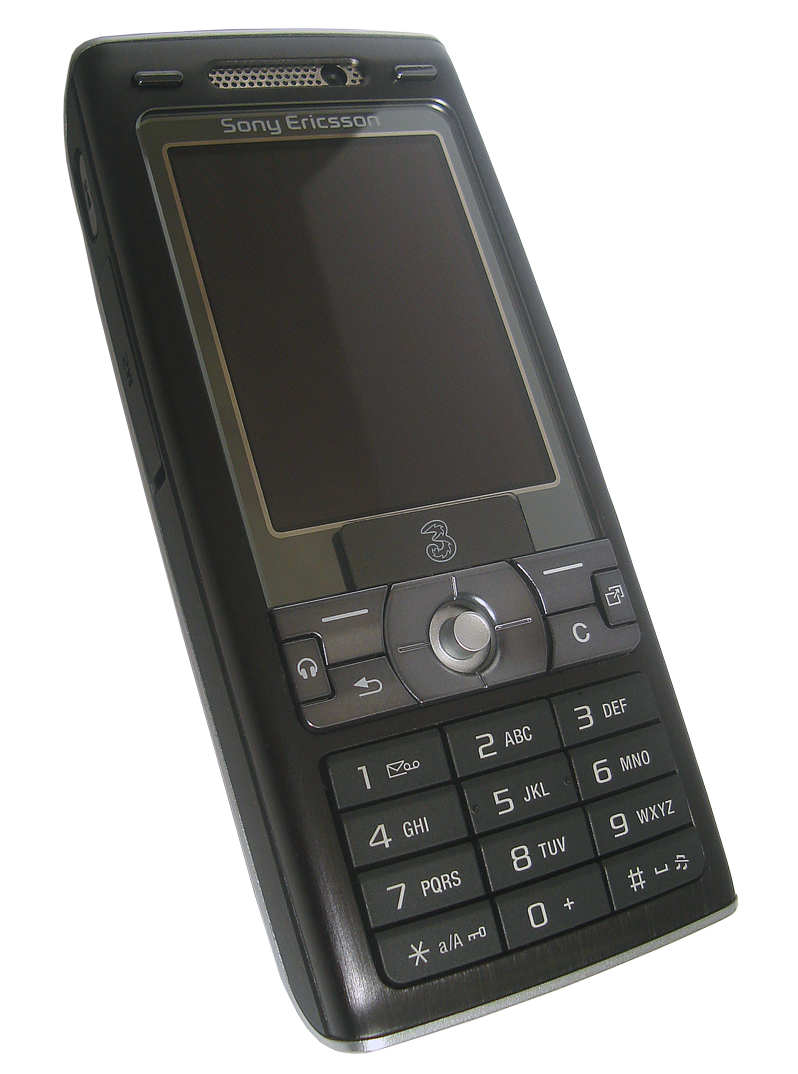
Sony Ericsson K800i

У 2006 році компанія Sony Ericsson випустила мобільні телефони Sony Ericsson K790i і Sony Ericsson K800i (від K790i він відрізнявся наявністю фронтальної камери для відеодзвінків і присутністю 3G), що використовують технологію Cyber-shot. Вони були оснащені 3,2-мегапіксельною фотокамерою Cyber-shot та ксеоновим спалахом. 
6 лютого 2007 року Sony Ericsson анонсувала телефон Cyber-shot K810. У K810, створеного на основі успішного K800, додано кілька функцій, які роблять його 3,2-мегапіксельну фотокамеру з автофокусом, порівнянною за якістю з цифровою фотокамерою. Він має ксеноновий спалах і функцію видалення ефекту «червоних очей». Sony Ericsson розширила бренд Cyber-shot на телефон K550, забезпечений 2,0-мегапіксельною камерою з автофокусом і світлодіодним (напівпровідникові елементи) спалахом. Також був анонсований K850 з п'ятимегапіксельною камерою Cyber-shot і спалахом і світлодіодним ліхтариком. Після цього камерофони Cyber-shot перейшли до окремої лінійки телефонів C-серії. Sony Ericsson C905 став першим телефоном Sony Ericsson, який мав розширення знімків в 8 Мп. Він також мав ксенонові та світлодіодні фотоспалахи.

## Особливості

### 3D
Деякі моделі Cyber-shot можуть робити 3D-фотографії, знімаючи два зображення за допомогою двох різних налаштувань фокусування. Технологія використовує лише один об’єктив для процесу, і користувачі пізніше зможуть переглядати зображення на 3D-телевізорі або на звичайному 2D-екрані. Камери доступні з 2010 року.

### Геотеги
Деякі моделі Cyber-Shot, такі як DSC-HX20V, DSC-HX90V, DSC-HX200V і DSC-HX400V, мають вбудований GPS, тому користувач може автоматично додавати свої фотографії геотегом під час їх зйомки. Ця функція також може служити компасом, оскільки показує положення користувача на екрані камери.

### Tru Black
Tru Black — це технологія, розроблена компанією Sony, яка дозволяє краще візуалізувати екран, навіть коли занадто багато світла. Це дозволяє РК-екранам автоматично змінювати контрастність дисплея, щоб підвищити контрольну відбивну здатність. Іншими словами, коли світло потрапляє на дисплей за технологією Tru Black, екран стає світлонепроникний, щоб покращити візуалізацію вмісту.

### Панорама
Усі сучасні фотоапарати Cyber-shot оснащені панорамною технологією під назвою Sweep Panorama, яка дозволяє користувачеві робити широкоформатні фотографії, використовуючи лише один об’єктив. Фотографії можна робити та відображати у 2D або 3D.